# Jim Wolpaw
Jim Wolpaw (* 20. Jahrhundert in Shaker Heights) ist ein US-amerikanischer Filmregisseur, Filmproduzent, Drehbuchautor und Independent-Filmemacher, der 1986 für einen Oscar nominiert war.

## Kurzbiografie
Wolpaw hat in Shaker Heights die Schule besucht und an der Brown University studiert.
In dem 1978 von Wolpaw produzierten Film Cobra Snake for a Necktie: Bo Diddley and the Young Adults, bei dem er auch Regie führte, beschäftigt er sich mit Bo Diddley, der als ein Pionier des Rock ’n’ Roll galt. Für den 1985 veröffentlichten Dokumentar-Kurzfilm Keats and His Nightingale: A Blind Date schrieb Wolpaw das Drehbuch, führte Regie und produzierte den Film gemeinsam mit Michael Crowley. Der Film setzt sich mit dem britischen Dichter John Keats und dessen Werk und seine Wirkung auf die Menschen auseinander. Bei dem 1991 erschienenen komödiantischen Action-Musicalfilm Complex World führte Wolpaw Regie und schrieb gemeinsam mit Geoff Adams, Rich Lupo und Dennis Maloney das Drehbuch. Der Film zeigt Terroristen, die in politische Verschwörungen verwickelt sind und eine weitere Nacht im Heartbreak Hotel verbringen. Dort sind Drogen und schlechte Musik an der Tagesordnung.
Für die Produktion Loaded Gun: Life and Death and Dickinson fungierte Wolpaw als Produzent. Der Film zeigt einen respektlosen Filmemacher, der einen Stand-up-Comedian, eine Rockband, verfeindete Akademiker und Hollywood-Schauspielerinnen für seine Sache rekrutiert. Er ist auf der Suche nach dem Geheimnis, das Emily Dickinson ihre poetische Kraft verlieh.
An dem 50-minütigen Film Daniel Thompson: One Tough Poet (2019) arbeitete Wolpaw mehr als zehn Jahre. Er erzählt darin die Geschichte eines Mannes, der ein Dichter, sozialer Aktivist und für manche ein Kulturheld war.
Jim Wolpaw wohnt in Providence im US-Bundesstaat Rhode Island.

## Filmografie (Auswahl)
- 1978: Cobra Snake for a Necktie: Bo Diddley and the Young Adults (Kurzfilm; Produzent, Regie)
- 1985: Keats and His Nightingale: A Blind Date (Kurzfilm; Drehbuch als James Wolpaw, Regie, Produzent)
- 1991: Complex World (Drehbuch, Regie)
- 2002: Loaded Gun: Life and Death and Dickinson (Produzent)
- 2003: Independent Lens (Fernsehserie Folge S5/E8 Loaded Gun: Life, and Death, and Dickinson; Drehbuch, Produzent, Regie)>
- 2019: Daniel Thompson: One Tough Poet

## Auszeichnung
Academy Awards 1986
- Oscarnominierung für und mit Keats and His Nightingale: A Blind Date in der Kategorie „Bester Dokumentar-Kurzfilm“ – gemeinsam mit Michael Crowley